# Schwimmende Windkraftanlage

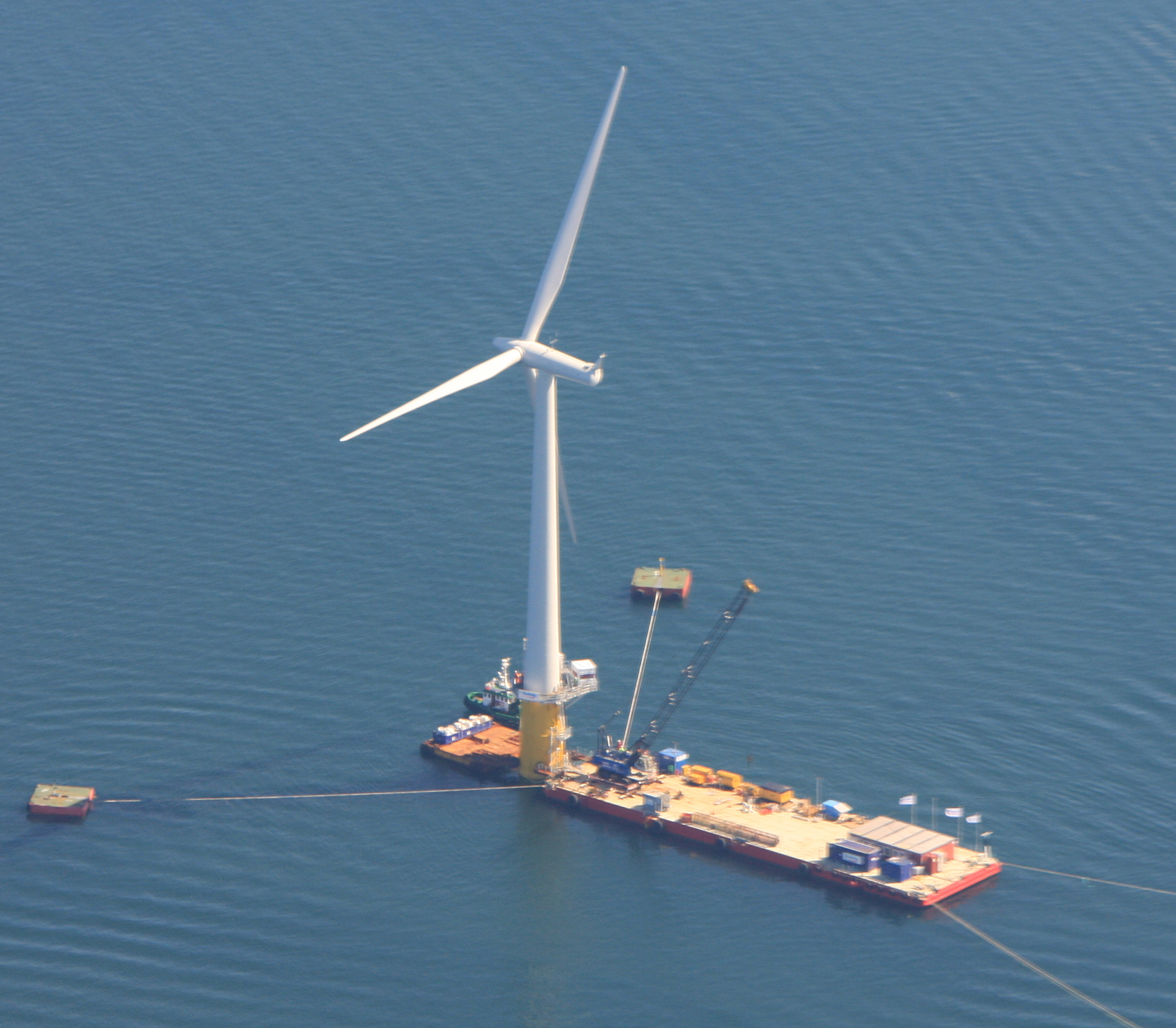
Hywind, der erste Prototyp einer schwimmenden Multimegawatt-Windenergieanlage mit Serviceponton (2009)

Eine schwimmende Windkraftanlage ist eine Windkraftanlage (WKA), die als schwimmendes Bauwerk in einem Gewässer ausreichender Tiefe von hydrostatischem Auftrieb eines Auftriebskörpers an der Gewässeroberfläche gehalten wird.
Schwimmende Windkraftanlagen werden typisch nur in stehenden Gewässern, also Meeren und Stillgewässern, errichtet. Sie können Orte mit größerer Wassertiefe, also ferner von Küsten und Ufern, nutzen als am Gewässergrund stehende Offshore-Windkraftanlagen, die nur in flacheren Randmeeren wie der Nordsee platziert werden können.
Ortsfest gehaltene Bauwerke in Fließgewässern können Leistung eher aus der Nutzung der Gewässerströmung gewinnen.
Damit sich eine typisch unter Wasser verlaufende elektrische Leitung (mehrpoliges Kabel oder mehrere einpolige Kabel, hohe elektrische Spannung) nicht verdrillt, muss die WKA verdrehfest gehalten werden.
Damit die Wasserwellen weniger Angriffsfläche finden, wird der Auftriebskörper von Ankerseilen rundum ein Stück unter die Wasseroberfläche gezogen, sodass nur der schlanke Mast die Wellenzone durchdringt.

## Allgemeines
Schwimmende Windkraftanlagen spielen bisher weltweit nur eine geringe Rolle: Ende 2021 betrug die weltweit installierte Gesamtleistung aller schwimmenden Windkraftanlagen 139 MW, verglichen mit insgesamt mehr als 55.000 MW an installierter Offshore-Windkapazität. Mitte 2020 hatte die kumulierte Leistung noch bei 73 MW bzw. 84 MW in 16 Projekten gelegen, wobei die Gesamtleistung der damals geplanten Projekte weltweit bei 7,66 GW lag. In den Meeresgebieten um Schottland wurde im Januar 2022 eine Gesamtleistung von rund 15 GW an schwimmenden Anlagen ausgeschrieben. Insgesamt waren Stand Dezember 2022 schwimmende Offshorewindparks mit einer Gesamtleistung von 185 GW in Planung.

## Technik

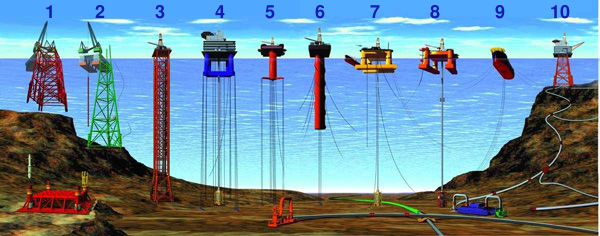
Verankerungsmethoden in der Erdöl- und Erdgas-Industrie

Die verschiedenen Konzepte unterscheiden sich zum einen darin, ob eine schwimmende Struktur eine einzelne Windkraftanlage oder mehrere Windkraftanlagen trägt, und zum anderen in der Art der Stabilisierung der Plattform gegen Kippmomente: ballaststabilisierte Spierenbojen (spar buoy), formstabile Halbtaucher oder steif verankerte Tension-Leg Plattformen (TLP), alle bereits in der Erdöl- und Erdgasindustrie üblich.

### Projekte für Einzelanlagen
Siehe auch diese Liste der schwimmenden Windkraftanlagen.
Bei Einzelanlagen wird eine einzelne Windkraftanlage auf eine schwimmende Unterkonstruktion gesetzt und am Meeresboden verankert. Die Anlagen verfügen über die klassische Windrichtungsnachführung.
- Die niederländische Blue H Technologies erprobte 2008 eine TLP mit Schwereankern in 113 Metern Tiefe, 21 km vor Brindisi. Mit ihrem 80-kW-Generator gilt sie als erste schwimmende Windkraftanlage, wenn auch ohne Netzanschluss.[7] Nach einer Designstudie für eine 5-MW-Anlage 2009/2010[8] wurde das Konzept nicht weiter verfolgt.[9]
- Der norwegische Erdölkonzern Equinor setzt mit seinem Hywind-Projekt auf Spierenbojen:
  - Hywind Demo wurde 2009 im norwegischen Åmøy-Fjord bei Stavanger installiert. Auf dem zylindrischen Schwimmkörper mit 100 m Tiefgang und 5300 t Wasserverdrängung hat die verwendete Windkraftanlage des Typs Siemens SWT-2.3-82 (82 m Durchmesser; 2,3 MW Nennleistung) eine Nabenhöhe von 65 m. In den Folgejahren lief die Anlage ohne größere Zwischenfälle bei Windstärken bis 44 m/s und Wellenhöhen bis 19 m und lieferte im windreichen Jahr 2011 10,1 GWh (entsprechend etwa 4400 Volllaststunden).[10]
  - Für Hywind Scotland, den weltweit ersten Windpark aus schwimmenden Windkraftanlagen, wurden 2017 fünf 6-MW-Anlagen (SWT-6.0-154) etwa 25 Kilometer vor der schottischen Küste verankert.[11][12][13] Der Ertrag liegt über den Erwartungen.[14]
  - Der 88-MW-Windpark Hywind Tampen aus elf Anlagen, verankert in bis zu 300 m Tiefe,[15] soll ab 2023[16] die norwegischen Öl- und Gasfelder Snorre und Gullfaks mit Strom versorgen. Er wurde im November 2022 teilweise in Betrieb genommen, im Mai an beide Anlagen angeschlossen und soll bis Ende 2023 in vollem Umfang arbeiten.[17][veraltet] Das Projekt wurde zu mehr als der Hälfte öffentlich finanziert[18] und kostete 7,4 Milliarden Kronen (640 Millionen Euro). Es wurde am 24. August 2023 offiziell eingeweiht.[19]

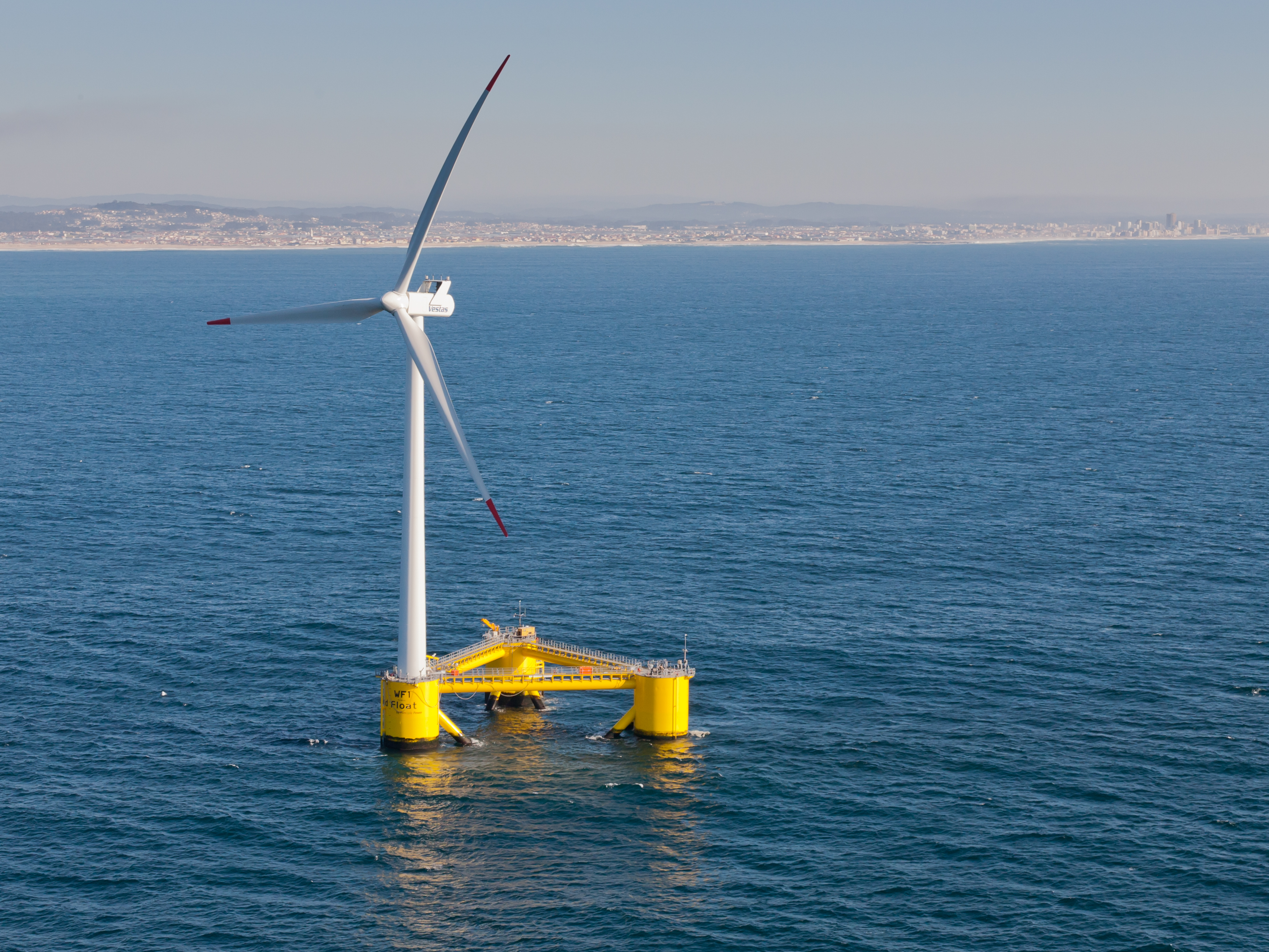
Windfloat-Prototyp

- Das von EDP Renewables vorangetriebene Windfloat-Projekt setzt auf Halbtaucher mit drei Schwimmkörpern:
  - Ein Prototyp mit einer 2-MW-Anlage von Vestas wurde 2011 bei Aguçadoura vor der Küste von Portugal installiert und über fünf Jahre erprobt.[20][21]
  - Der Windpark Windfloat Atlantic umfasst drei 8,4-MW-Anlagen, die 2019/2020 in bis zu 100 m Tiefe 20 km vor dem portugiesischen Viana do Castelo verankert wurden, und lieferte im ersten Betriebsjahr 75 GWh. Das Projekt wurde öffentlich gefördert: 60 Mio. Euro Kredit von der Europäischen Investitionsbank, knapp 30 Millionen Euro aus dem EU-Programm NER300 und 6 Mio. Euro vom Staat Portugal.[22][23]
- 50 MW: Mit Kincardine wurde 2021 der bis dahin weltgrößte schwimmende Offshore-Windpark in Schottland fertiggestellt. Er befindet sich 15 km vor der Küste von Aberdeen.[24][25]
- Im Rahmen des Projekts Goto ocean energy des japanischen Umweltministeriums[26] wurden ab Juni 2012 ein 1:2-Modell (100 kW) und ab Oktober 2013 der Prototyp einer 2-MW-Anlage vor der Gotō-Insel Kaba (椛島) erprobt. Es handelt sich um einen Lee-Läufer mit 56 m Nabenhöhe auf einer hybriden Spar-Plattform (oben Stahl, unten Spannbeton) mit 76 m Tiefgang.[27] Am Teststandort gab es nur eine 600-kW-Leitung. Für den kommerziellen Betrieb wurde die Anlage verlegt und liefert seit April 2016[28] der Gotō-Hauptinsel Fukue-jima Strom für umgerechnet 0,29 €/kWh.[29]
- Im Rahmen von Fukushima FORWARD des japanischen Wirtschaftsministeriums entsteht ein Offshore-Windpark vor der Küste der Präfektur Fukushima. Er besteht zurzeit aus einer 2-MW-Anlage (seit Dezember 2013), einer 7-MW-Anlage (seit Dezember 2016) auf Halbtauchern sowie einer 5-MW-Anlage (seit März 2017) und einer Umspannplattform (22/66 kV, 25 MVA, seit 2013) auf Spar-Plattformen.[30][29]
- Das Nautica-Konzept: Nautica Windpower verfügt als Lee-Läufer mit einem Zweiblattrotor über eine passive Windausrichtung, eine nicht drehbare (somit besondere robuste Gondel), zeichnet sich durch große Flexibilität und schnelle, kostengünstige Montage auf See aus.[31][32] V-förmige Ausleger nach Lee enden in halbtauchenden Auftriebskörpern, ein einzelnes Tension-Leg greift am nach unten verlängerten Turm an.
- SCDnezzy wurde von aerodyn entwickelt und 2014 vorgestellt, just als Lizenznehmer Ming Yang Wind Energy einen fest gegründeten 6-MW-Prototyp mit Zweiblattrotor installierte. Für die schwimmende Variante waren 8 MW auf einem Y-förmigen, von drei Bojen balancierten Halbtaucher angedacht, wobei die am Ende des längeren der drei Arme schräg angreifende Zugkraft der Verankerung in die Abspannung zum Turmkopf übergehen soll.[33] Bisher wurde nur ein Modell im Maßstab 1:36 getestet. Vor kurzem wurde das bislang leistungsstärkste schwimmende Windkraftsystem mit einer Leistung von knapp 17 MW im Meer verankert.[34]
- Ideol hat ein ringförmiges, schwimmendes Fundament mit quadratischem Grundriss entwickelt, das aus Beton oder Stahl hergestellt werden kann. Ein erster Prototyp aus Beton wurde im Rahmen des EU-geförderten Floatgen-Demonstrationsprojektes mit einer Vestas V80 Windenergieanlage vor der französischen Atlantikküste bei Le Croisic in 33 m Wassertiefe verankert und im August 2018 in Betrieb genommen.[35] In Lizenz hat Hitachi Zosen einen weiteren Prototyp aus Stahl gebaut,[36] der ebenfalls im August 2018 in Betrieb genommen wurde. In Frankreich werden drei 10-MW-Anlagen vor Gruissan installiert,[37][38] in Japan und Schottland sollen es gleich kommerzielle Windparks werden.[39][40]
- Bei dem von der GICON GmbH entwickelten schwimmenden Offshore-Fundament (SOF) handelt es sich um eine spezielle Lösung einer Tension-Leg Platform.[41] Das GICON-SOF besteht aus einem Tragwerk mit Auftriebskörpern aus Beton, das über Seile an einem schwimmfähigen Schwergewichtsanker aus Beton am Meeresboden verankert wird. Die Windenergieanlagen können bereits im Ausrüstungshafen auf die SOF montiert werden und schwimmend zu ihrem vorgesehenen Standort gebracht werden[42], sodass durch den Verzicht auf den Einsatz von Errichterschiffen Kosteneinsparungen erreicht werden können.[43]
- China betreibt mittlerweile ebenfalls einen ersten Prototyp einer schwimmenden Windkraftanlage im Meer.[44]
- Das X1-Konzept sieht einen Lee-Läufer an einem Dreibein vor, das passiv der Windrichtung folgend um eine TLP schwenkt. Ein 1:5-Modell (Vestas V29) wird vor Gran Canaria installiert.[45]

### Konzepte für Mehrfachanlagen
Es existieren auch Konzepte, bei denen sich nicht Gondel und Rotor einer einzelnen Windkraftanlage in den Wind drehen, sondern die ganze schwimmende Plattform. Das erlaubt die Montage mehrerer Windkraftanlagen auf derselben Plattform ohne gegenseitige Windabschattung und die Verwendung von schlanken, abgespannten Masten mit aerodynamischem Profil. Die Ausrichtung der Plattform muss bei Ausfall einer (äußeren) Anlage oder bei unterschiedlichen Richtungen von Wind- und Meeresströmungen (Gezeiten) gegebenenfalls aktiv korrigiert werden.
- Das Poseidon-Konzept der dänischen Firma Floating Power Plant A/S beinhaltet die gleichzeitige Produktion von Strom aus Wind- und Wellenkraft. «Poseidon 37» ist eine etwa 37 Meter breite und 360 Tonnen schwere Insel aus Metallteilen, die auf der Meeresoberfläche schwimmt und gleichzeitig Strom aus Wind- und Wellenenergie produzieren kann. «Poseidon 37» wurde zwischen 2008 und 2013 im Vindeby Havmøllepark (Vindeby Windpark) vor der dänischen Insel Lolland getestet.[46][47] Dem Nachfolgeprojekt P80 für eine 80 Meter breite Anlage mit 2,6-MW-Wellen- und 5-MW-Windkraftkonverter im Norden Schottlands wurde die Zulassung versagt und das Projekt gestoppt.[48]

- aerodyn engineering hat obiges SCDnezzy-Konzept zu einem mit zwei Rotoren fortentwickelt (SCD nezzy2, SCD steht für super-compact drive, den Triebstrang) und konstruiert zurzeit eine solche Anlage mit zweimal 3 MW, zielt aber auf 15 MW, die mit einem einzelnen Rotor nicht wirtschaftlich zu erreichen seien. Der gegabelte Turm mit Abspannung auch horizontal zwischen den beiden Gondeln steht auf einem Halbtaucher, der von drei (nun wieder klassisch-festen) Auftriebskörpern stabilisiert wird.[49] Ein 18 Meter hoher Prototyp wurde im Juni 2020 in einem Baggersee bei Bremerhaven von EnBW und dem Ingenieurunternehmen Aerodyn Engineering errichtet.[50][51][52]

## Optimierungsmöglichkeiten
Neben dem wesentlich höheren Stromertrag gibt es eine Reihe von Optimierungsmöglichkeiten bei den wesentlichen Baugruppen schwimmender Windkraftanlagen (Plattform, Turm, Rotor/Gondel), die auch die Wirtschaftlichkeit verbessern. In vollem Umfang treffen diese Möglichkeiten auf die Multi Unit Floating Offshore Wind Farm (MUFOW)-Konzepte zu, teilweise auch auf die anderer Konzepte.

### Turm
Bei der Verwendung von verbundenen Zwillingsrohren als Träger der Plattform sind wesentlich bessere Möglichkeiten der Abspannung/Abstützung gegeben, die die statischen Erfordernisse mit deutlich geringerem Materialaufwand gewährleisten. Da sich die gesamte Plattform in den Wind dreht, kann diese Abstützung wie bei einem Riesenrad auch nach vorn gebaut werden.

## Logistik
Schwimmende Kraftwerke können an Land vormontiert und dann in wenigen großen Baugruppen auf die See hinaus transportiert werden. In ausreichend tiefen Gewässern ist auch der Transport der gesamten Anlage mittels Schleppern möglich. Am Zielpunkt erfolgen dann Verankerung und Anschluss, im Idealfall schon vorbereitet.

## Konzepte für die Mehrfachnutzung der Plattform von schwimmenden Windkraftanlagen
Angedacht sind Konzepte, die verschiedene Nutzungen (PV, Wellen, Strömung, Kelp- und Fischzucht) neben der Windkraft gemeinsam auf einer Plattform ermöglichen. Die gemeinsame Nutzung einer schwimmenden Plattform für die Windkraftnutzung mit der Fischzucht ist in China nun bereits Realität.

## Historisches
Ein Pionier der schwimmenden Windkraft war Professor William E. Heronemus (1920–2002). Er arbeitete von 1967 bis 1978 an der University of Massachusetts Amherst und gründete dort die Abteilung für Meerestechnik. Er wies schon 1968 auf die Abhängigkeit von Öleinfuhren hin, die zu Krisen führen werde, womit er die Ölpreiskrisen voraussah. Er schlug 1973 schwimmende Windkraftwerke vor und veröffentlichte 1975 detaillierte Entwürfe zu Offshore-Windparks aus schwimmenden Anlagen.